# Panom Lagsanaprim
Panom Lagsanaprim es un deportista tailandés que compitió en natación adaptada. Ganó dos medallas de bronce en los Juegos Paralímpicos de Verano en los años 1996 y 2004.

## Palmarés internacional
| Juegos Paralímpicos | Juegos Paralímpicos      | Juegos Paralímpicos | Juegos Paralímpicos |
| Año                 | Lugar                    | Medalla             | Prueba              |
| ------------------- | ------------------------ | ------------------- | ------------------- |
| 1996                | Atlanta (Estados Unidos) | Medalla de bronce   | 100 m braza B1      |
| 2004                | Atenas (Grecia)          | Medalla de bronce   | 100 m braza SB11    |